# Keude Mane
Keude Mane is een bestuurslaag in het regentschap Aceh Utara van de provincie Atjeh, Indonesië. Keude Mane telt 820 inwoners (volkstelling 2010).